# L'uno e l'altro. Interdipendenza e intersoggettività nel rapporto psicoanalitico
L'uno e l'altro. Interdipendenza e intersoggettività nel rapporto psicoanalitico è un saggio sul metodo in psicoanalisi scritto dalla psicoanalista italiana Silvia Montefoschi, e pubblicato in prima edizione nel 1977 da Feltrinelli.

## L'interrogativo sull'esperienza psicoanalitica
Il discorso ha inizio con l'interrogativo che la psicoanalista si pone sull'esperienza psicoanalitica e sui criteri che la muovono ad operare in questa specifica relazione e che stanno a fondamento della sua visione teorica della psicoanalisi. Le tesi risultanti dall'analisi dell'esperienza psicoanalitica vengono anticipate e nel prosieguo del testo sviluppate.

### Il modello relazionale
Spiegando il modello relazionale, Montefoschi dichiara di occuparsi del modo dell'altro di mettersi in rapporto con lei poiché è solo in questo suo relazionarsi ad un altro che egli esplicita il suo modo di relazionarsi a sé stesso ovvero la sua problematica come rapporto di conoscenza che egli ha con i suoi vissuti e come rapporto di gestione che egli ha con i suoi affetti e poiché lo strumento che Montefoschi adopera per compiere questa operazione è il suo relazionarsi al paziente, lo strumento si colloca anche nel suo relazionarsi a sé stessa, sicché fonda il concetto di nevrosi sul modo di relazionarsi di un soggetto.

### Il nuovo modello relazionale intersoggettivo
La domanda chiave allora è cosa distingue l'analista dal paziente. Siccome questo discorso rimanda alla modalità di relazionarsi dell'analista necessariamente non nevrotica che si fa parametro, la risposta che dà l'autrice è che ciò che distingue l'analista dal paziente non sta nell'intensità dei conflitti o nel grado di conoscenza degli stessi ma con l'atteggiamento del soggetto nei confronti del Sé.